# Fundación Hanns Seidel
La Fundación Hanns Seidel fue fundada en 1967 y lleva el nombre de Hanns Seidel, fundador de la Unión Social Cristiana de Baviera (CSU), quien fue presidente del partido (1955-1961), diputado del Parlamento Regional Bávaro (1946) y ministro-presidente de Baviera (1957-1960), se considera promotora de los valores cristianos y del socialcristianismo, y trabaja en 57 países diferentes. 
Tiene sede en Múnich, y maneja 91 proyectos de cooperación para el desarrollo, los Centros de Capacitación de Kloster Banz y Wildbad Kreuth, el Centro de Conferencias de Múnich, además de las Oficinas de Enlace de Berlín, Bruselas, Moscú y Washington. Entre sus principales ramas están: 
- La Academia de Política y Actualidad realiza asesoría política orientada a la práctica.
- El Instituto de Capacitación promueve la formación democrática y ciudadana en amplios sectores de la población.
- En el Instituto de Promoción reside el fomento de becarios.
- El Instituto para el Encuentro y Cooperación Internacional (IBZ) dirige los proyectos de la cooperación para el desarrollo internacional.

Son objetivos de la Fundación: 
- La promoción de la formación democrática y ciudadana del pueblo alemán de acuerdo con principios cristianos.
- La promoción de la educación, capacitación popular y profesional incluida la ayuda a estudiantes, especialmente a través de la apertura de accesos a una capacitación científica para personas con especial talento y carácter.
- La promoción de la ciencia, en especial mediante la ejecución de experimentos científicos. [cita requerida]
- La promoción de objetos culturales, especialmente el fomento y manutención de obras culturales, como asimismo el fomento y manutención de monumentos.

Generalmente se vincula a los partidos miembros de la Unión Internacional Demócrata.[cita requerida]